# Boult-aux-Bois
Boult-aux-Bois är en kommun i departementet Ardennes i regionen Grand Est (tidigare regionen Champagne-Ardenne) i nordöstra Frankrike. Kommunen ligger  i kantonen Le Chesne som ligger i arrondissementet Vouziers. År 2022 hade Boult-aux-Bois 151 invånare.

## Befolkningsutveckling
Antalet invånare i kommunen Boult-aux-Bois
Referens: INSEE